# 걸프렌드 (대한민국의 음악 그룹)
걸프렌드(GirlFrnd)는 2001년 데뷔한 써니, 은지, 가연으로 구성된 대한민국의 3인조 여성 음악 그룹이다.

## 개요
2001년 8월, 1집 'Girl From New Dream'으로 가요계에 데뷔하였다. 타이틀곡 'Tonight'엔 당시로는 흔치 않았던 콩가 리듬의 댄스곡과 모델 김지갱이 곡에 참여해 화제가 되었다. 그러나 타이틀곡에 가연을 제외한 멤버 두 명이 곡의 녹음에 참여하지 않고 다른 무명 가수가 대신 곡을 부른 뒤 립싱크 무대에서 활동하다 발각되어 네티즌들의 비난을 받았고 결국 해체되었으나 멤버 중 가연은 해체 이후 오랜 공백기를 가졌다가 2010년 LPG의 2기멤버로 합류하면서 9년만에 연예계에 다시 복귀했다.

## 이전 구성원
- 써니 (1980년생) 리더, 리드래퍼
- 은지 (1983년생) 서브보컬
- 가연 (1984년생) 메인보컬